# Theodor Nauerz

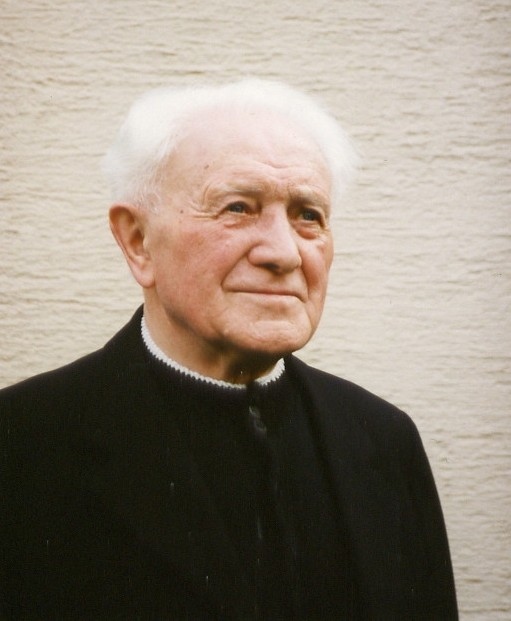
Pfarrer Theodor Nauerz, Altersbild

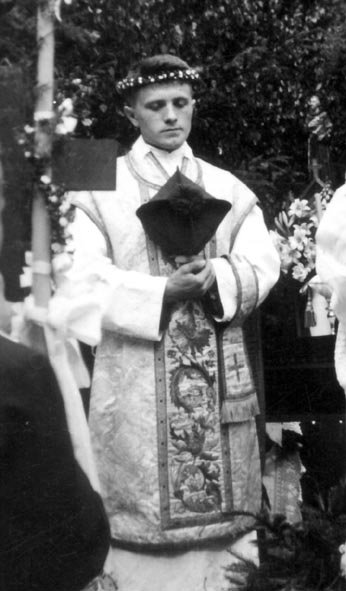
Theodor Nauerz am Tag seiner Primizmesse, 1933

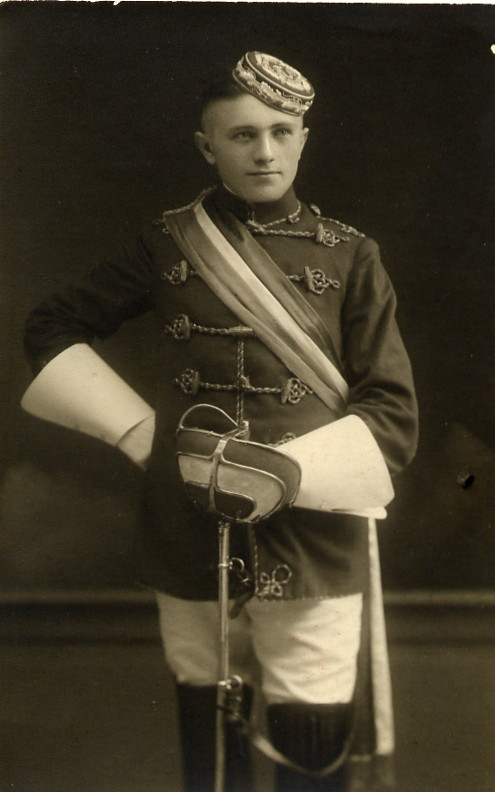
Theodor Nauerz, 1929, vor seiner Priesterweihe, als Angehöriger der kath. Studentenverbindung Ascania

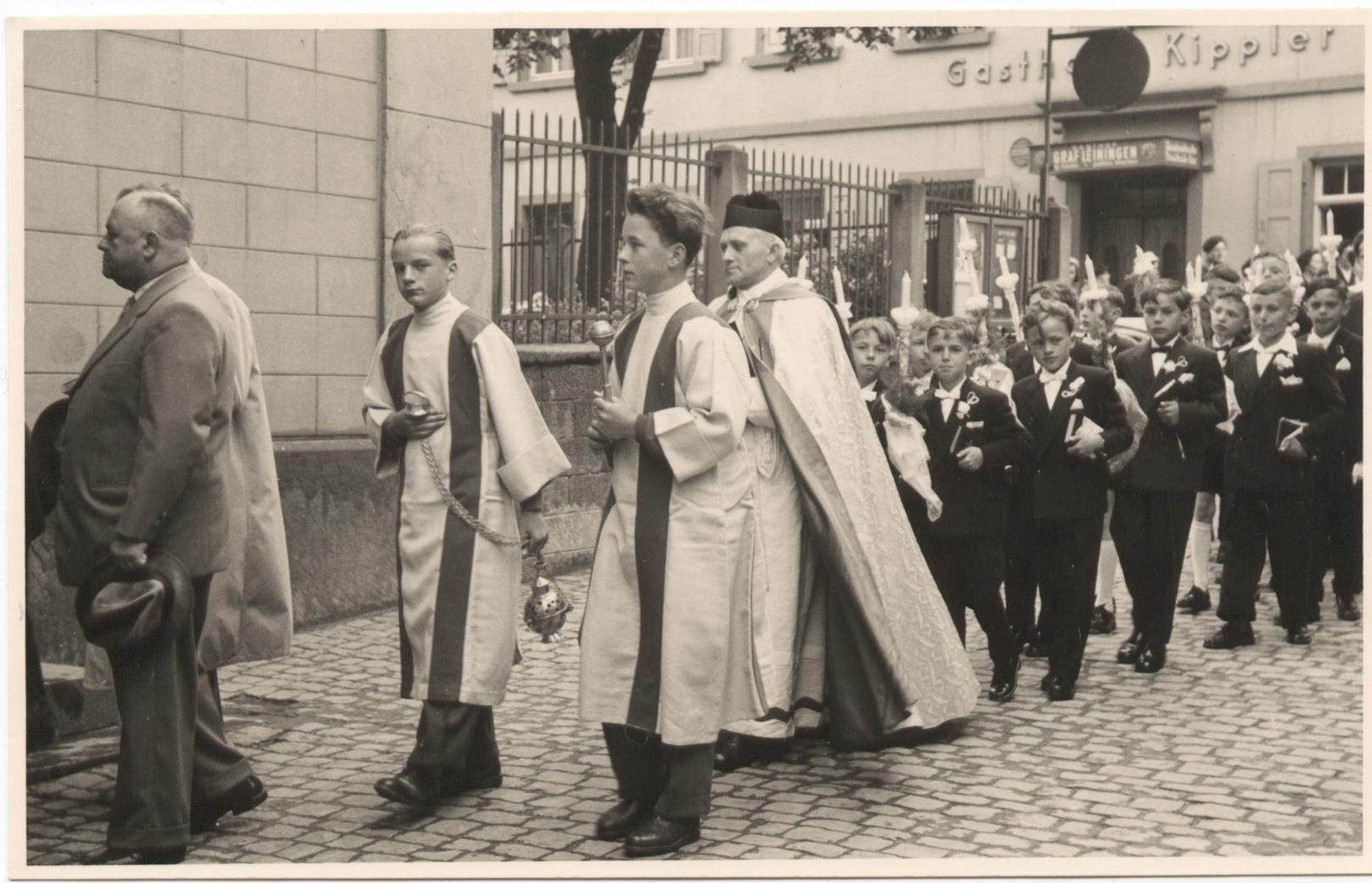
Theodor Nauerz als Stadtpfarrer von Grünstadt

Theodor Nauerz, Taufname Theodor Joachim Nauerz, (* 20. März 1909 in Otterbach; † 1. Oktober 2007 in Waldfischbach-Burgalben) war ein Priester der Diözese Speyer und Verfolgter des NS-Regimes. Er amtierte 27 Jahre als Stadtpfarrer von Grünstadt.

## Leben
Theodor Joachim Nauerz kam als Sohn eines Eisenbahners im westpfälzischen Otterbach zur Welt. Über seine Mutter, eine geborene Brunk, gehörte er zur Verwandtschaft des damaligen Münchner Erzbischofs und späteren Kardinals Franz Bettinger. Nach seinem Studium am Canisianum in Innsbruck erhielt Theodor Nauerz am 9. Juli 1933 im Dom zu Speyer die Priesterweihe durch Bischof Ludwig Sebastian. 
Danach arbeitete er als Kaplan in Kirchheimbolanden, St. Ingbert und Blieskastel. Nach einer zweijährigen Tätigkeit in der Jugendseelsorge als Präfekt im bischöflichen Studienheim (Internat) St. Joseph in Speyer wirkte er erneut als Kaplan in Steinfeld und Dudenhofen sowie als Seelsorger in Eußerthal und Otterstadt.
Schon bald geriet Nauerz in Gegensatz zum NS-Regime; eine Dokumentation über den Widerstand Pfälzer Priester gegen den Nationalsozialismus listet folgende Fakten über ihn auf: „1935 Untersuchungsverfahren bei der Regierung Saarbrücken wegen Verweigerung des Hitlergrußes, 1936 Zeitungsangriffe gegen ihn wegen Missachtung eines politischen Umzugs in Speyer, vom 9. August bis 26. August 1940 Untersuchungshaft wegen Vergehens gegen das Heimtückegesetz u. Verlust seiner Pfarrstelle in Eußerthal, diesbezüglich am 10.1.1941 durch Sondergericht Saarbrücken zu 190 RM verurteilt, Oktober 1941 Schulunterrichtsverbot.“
Von 1941 bis 1953 amtierte Theodor Nauerz als Pfarrer im nordpfälzischen Gerbach. Am 1. Dezember 1953 übernahm er das Amt des Stadtpfarrers von Grünstadt, das er bis zum 1. Dezember 1980 innehatte. Zusätzlich zur Stadtgemeinde betreute er die Filialen Mertesheim mit eigener Kirche, Asselheim mit einer Kapelle sowie Albsheim und Mühlheim. Unter seiner Ägide wurden die heruntergekommenen Gebäude des ehemaligen Kapuzinerklosters renoviert und wieder kirchlichen Zwecken zugeführt. Man richtete darin das Schwesternhaus und den Kindergarten ein. Außerdem ließ er einen Barock-Torbogen aufrichten, der einst zum Jesuitenkolleg in der Stuhlbrudergasse zu Speyer gehörte, jedoch abgetragen und eingelagert worden war. Durch seinen Kunstverstand bewahrte er Vieles in der Grünstadter Kirche, was in anderen Gotteshäusern dem Zeitgeschmack zum Opfer fiel, darunter die wertvolle Barockausstattung. Auch gegen die geplante Beseitigung der historischen Stummorgel setzte er sich erfolgreich zur Wehr. Die kriegsbedingte Notverglasung der Kirche ließ er durch Bleiglasfenster ersetzen, wovon eines die heilige Hildegard von Bingen zeigt, in Erinnerung an seine Schwester Hildegard Nauerz, die einen größeren Geldbetrag beisteuerte. 
Nach seiner Ruhestandsversetzung 1980 übersiedelte Theodor Nauerz nach Kaiserslautern, wo er als Emeritus weiterhin in der Seelsorge tätig war. Schließlich zog er in ein Seniorenheim bei der Pilgerstätte Maria Rosenberg, Waldfischbach-Burgalben. Dort feierte er 2003 das Fest seines 70-jährigen Weihejubiläums. In der Wallfahrtskirche zelebrierte er selbst die Festmesse. Bis wenige Wochen vor seinem Tod hielt er in der Hauskapelle regelmäßig Gottesdienste für die Mitbewohner. Pfarrer Theodor Nauerz starb in Maria Rosenberg am 1. Oktober 2007 im Alter von 98 Jahren. Er war der älteste Priester der Diözese Speyer und wurde unter Teilnahme des damaligen Speyerer Diözesanadministrators Weihbischof Otto Georgens auf dem Friedhof seiner Heimatgemeinde Otterbach beigesetzt.
In der Wochenzeitung Der Pilger und im Pilger-Kalender erschienen ausführliche Nachrufe, die Rheinpfalz, Lokalteil Grünstadt, publizierte zu seinem 100. Geburtstag einen Gedenkartikel.
In der Grünstadter Kirche ist am Sonntag Laetare (4. Fastensonntag) und am Sonntag Gaudete (3. Adventssonntag) – den einzigen beiden Tagen im Kirchenjahr, an denen die seltene liturgische Farbe Rosa verwendet wird – bis heute ein Messgewand im Gebrauch, das man dem Priester zum 25. Weihejubiläum 1958 geschenkt hatte.